# Podovírids
Els Podoviridae són una família de virus tenen bacteris com a hoste. La família inclou els següents gèneres:
- Gènere T7-like virus; espècie tipus: Fag 17 d'Enterobacteri

- Gènere φ29-like virus; espècie tipus: Fag φ29 de Bacillus'

- Gènere P22-like virus; espècie tipus: Fag 22 d'Enterobacteri

- Gènere N4-like virus; espècie tipus: Fag N4 d'Enterobacteri

Pertanyen al grup I de la Classificació de Baltimore. Es caracteritzen per tenir un genoma amb ADN de cadena doble com àcid nucleic i per disposar aquesta informació genètica en una càpsid sense estar envoltada viralment i estructuralment queda definida per una simetria binal, tenint un cap icosaèdric i una cua helicoidal curta 